# Suburbicon
Suburbicon is een Amerikaanse zwarte komedie uit 2017 die geregisseerd werd door George Clooney. De hoofdrollen worden vertolkt door Matt Damon, Julianne Moore en Oscar Isaac.

## Verhaal
In de zomer van 1959 lijkt het stadje Suburbicon een vredige en typisch Amerikaanse buitenwijk. Maar wanneer op een dag een huisinbraak uit de hand loopt en een zwarte familie in de buurt komt wonen, verandert de ogenschijnlijk voorbeeldige samenleving in een wereld van chantage, wraak en verraad.

## Rolverdeling
| Acteur            | Personage       |
| ----------------- | --------------- |
| Matt Damon        | Gardner         |
| Julianne Moore    | Rose / Margaret |
| Noah Jupe         | Nicky           |
| Glenn Fleshler    | Sloan           |
| Gary Basaraba     | Mitch           |
| Oscar Isaac       | Bud Cooper      |
| Megan Ferguson    | June            |
| Jack Conley       | Hightower       |
| Michael D. Cohen  | Stretch         |
| Richard Kind      | John Sears      |
| Leith M. Burke    | Mr. Mayers      |
| Karimah Westbrook | Mrs. Mayers     |

## Productie

### Ontwikkeling
In 1986, net na hun debuutfilm Blood Simple (1984), schreven Joel en Ethan Coen het scenario Suburbicon. Volgens producent Joel Silver werd het script nadien uit het oog verloren en werd het pas in de jaren 1990 opnieuw opgevist door de broers. In de daaropvolgende jaren werd het door de Coens herschreven in dienst van Silvers productiebedrijf Dark Castle. De twee scenaristen verplaatsen het verhaal in hun scenario naar het heden en speelden met het idee om het zelf te regisseren. Uiteindelijk bood George Clooney zich aan om het scenario te verfilmen als hij enkele zaken mocht veranderen. Samen met Grant Heslov paste hij enkele elementen aan en verplaatste hij het verhaal naar de jaren 1950. Het zwarte gezin dat in de film door blanke buurtbewoners belaagd wordt, werd geïnspireerd door waargebeurde feiten.

### Casting
In oktober 2015 werden Matt Damon, Julianne Moore en Josh Brolin aan het project gelinkt. Twee maanden later werden Damon en Moore officieel gecast als hoofdrolspelers. In mei 2016 raakte ook de casting van Woody Harrelson en Oscar Isaac bekend. Uiteindelijk moest Harrelson afhaken omdat hij al aan een andere productie verbonden was. Eind augustus 2016 werden Noah Jupe en Glenn Fleshler aan de cast toegevoegd.
In februari 2016 raakte bekend dat het project gefilmd zou worden door cameraman Robert Elswit, die met Clooney eerder al had samengewerkt aan Good Night, and Good Luck (2005), dat zich eveneens in de jaren 1950 afspeelt. In maart 2017 werd Alexandre Desplat in dienst genomen om de soundtrack te componeren.

### Opnames
De opnames gingen in november 2016 van start in Los Angeles en eindigden in maart 2017. Er werd ook gefilmd in Fullerton (Californië).

### Release
Suburbicon ging op 2 september 2017 in première op het filmfestival van Venetië.